# Port lotniczy Stokmarknes
Port lotniczy Stokmarknes – krajowy port lotniczy położony w gminie Hadsel. Jest jednym z największych portów lotniczych w północnej Norwegii.

## Linie lotnicze i połączenia
| Linia lotnicza | Kierunek                                                  |
| -------------- | --------------------------------------------------------- |
| Widerøe        | 1. Andenes 2. Bodø 3. Tromsø Sezonowo: 1. Oslo-Gardermoen |